# Pararistolochia laheyana
Pararistolochia laheyana är en piprankeväxtart som först beskrevs av Frederick Manson Bailey, och fick sitt nu gällande namn av Michael J. Parsons. Pararistolochia laheyana ingår i släktet Pararistolochia och familjen piprankeväxter. Inga underarter finns listade i Catalogue of Life.